# Phénylphosphine
La phénylphosphine est un composé organophosphoré de formule chimique C6H5PH2. Elle se présente comme un liquide incolore pyrophorique à l'odeur pénétrante très désagréable. Elle est utilisée essentiellement comme précurseur d'autres composés organophosphorés.

## Production
La phénylphosphine peut être obtenue en réduisant la dichlorophénylphosphine C6H5PCl2 à l'aide d'aluminohydrure de lithium LiAlH4 dans l'éther diéthylique sous atmosphère d'azote pour éviter les réactions parasites avec l'oxygène :
2 C6H5PCl2 + LiAlH4 ⟶ 2 C6H5PH2 + LiAlCl4.

## Réactions
L'oxydation de la phénylphosphine dans l'air donne l'oxyde C6H5P(OH)2 :
C6H5PH2 + O2 ⟶ C6H5P(OH)2.
La phénylphosphine peut produire de la bis(2-cyanoéthylphényl)phosphine C6H5P(CH2CH2C≡N)2 par addition allylique sur l'acrylonitrile CH2=CHC≡N en présence d'une base :
C6H5PH2 + 2 CH2=CHC≡N ⟶ C6H5P(CH2CH2C≡N)2.
La bis(2-cyanoéthylphényl)phosphine est un précurseur intéressant de la 1-phényl-4-phosphorinanone par cyclisation sous l'effet d'une base suivie d'une hydrolyse. Les phosphorinanones peuvent donner des alcènes, des amines, des indoles ainsi que des alcools secondaires et tertiaires par réduction à l'aide de réactifs de Grignard ou de Réformatski.
La phénylphosphine réagit avec de nombreux complexes métalliques pour donner d'autres complexes et clusters :
2 (C6H5)2MCl + C6H5PH2 + 3 (C2H5)3N ⟶ ((C6H5)2M)2PC6H5 + 3 (C2H5)3N·HCl.
Elle est un précurseur de ligands phosphinidène (en) R–P•• de certains clusters.
La phénylphosphine est également utile en synthèse des polymères. Qu'il s'agisse de polymérisation radicalaire ou de la formation d'un photopolymère par ultraviolets, la polyaddition de phénylphosphine à du 1,4-divinylbenzène ou du 1,4-diisopropénylbenzène donne des polymères phosphorés utilisés comme retardateurs de flamme lorsqu'ils sont mélangés à des polymères inflammables comme les polystyrènes et les polyéthylènes.